# Arceuthobium divaricatum
Arceuthobium divaricatum là một loài thực vật có hoa trong họ Santalaceae. Loài này được Engelm. mô tả khoa học đầu tiên năm 1878.

## Hình ảnh

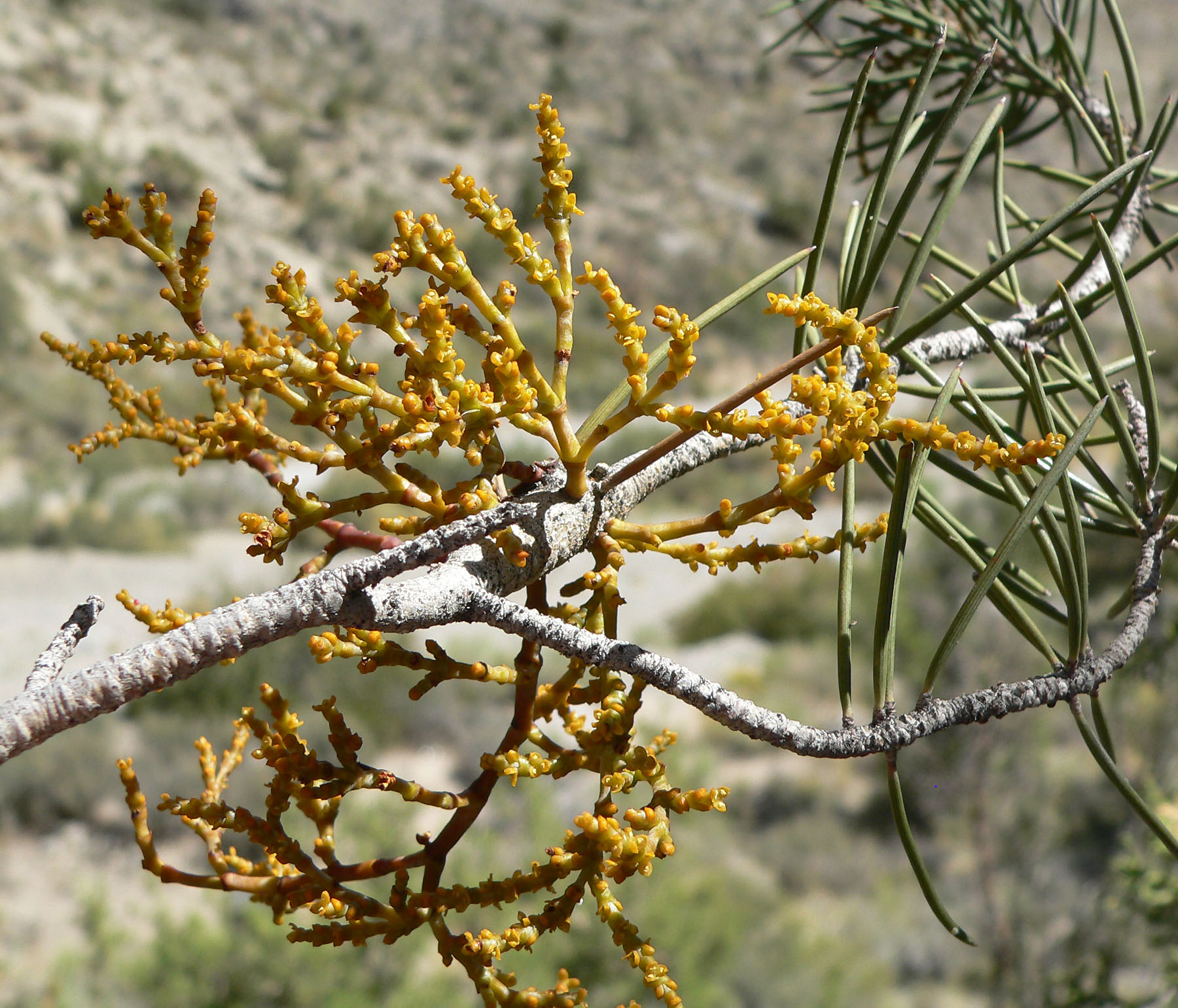
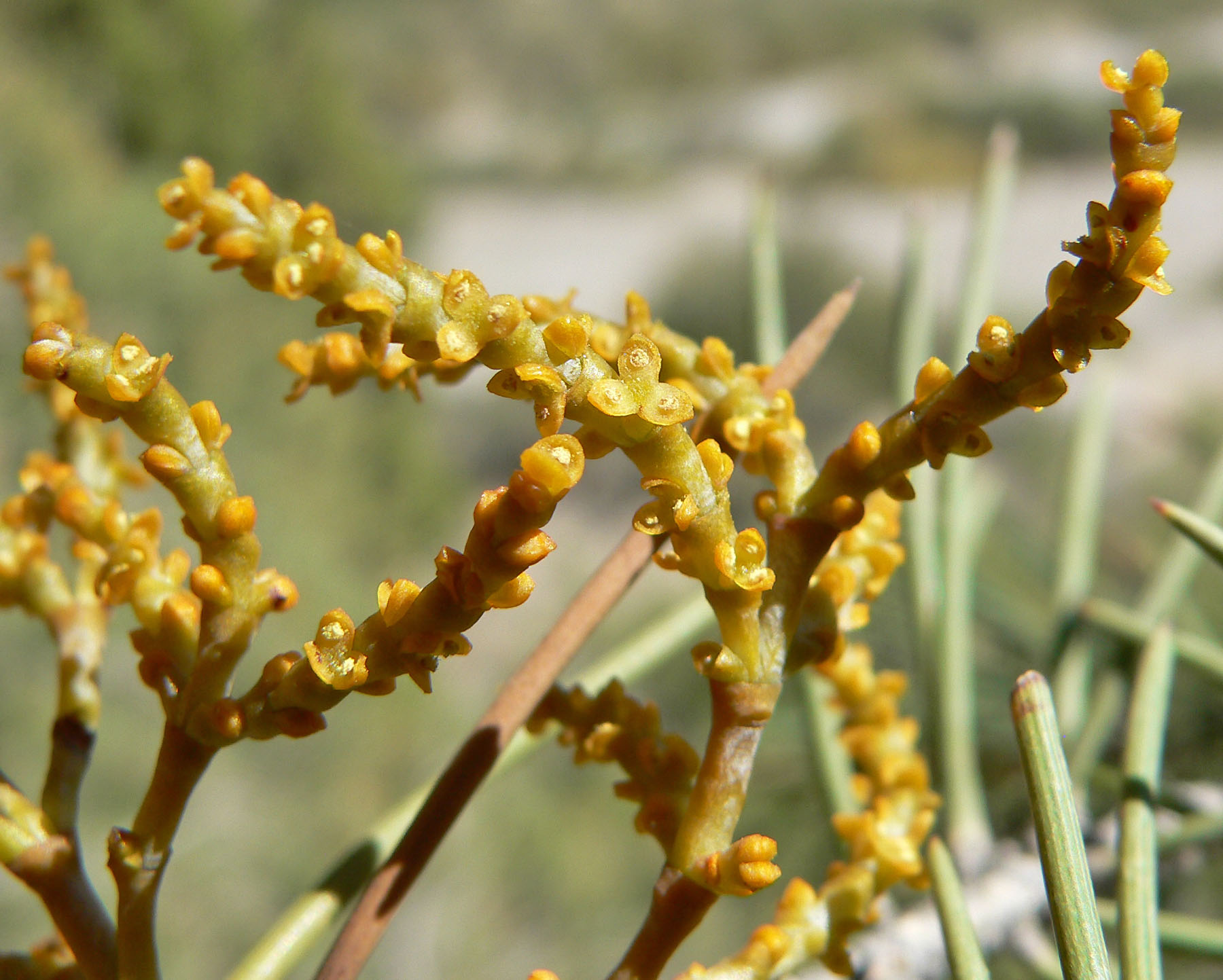
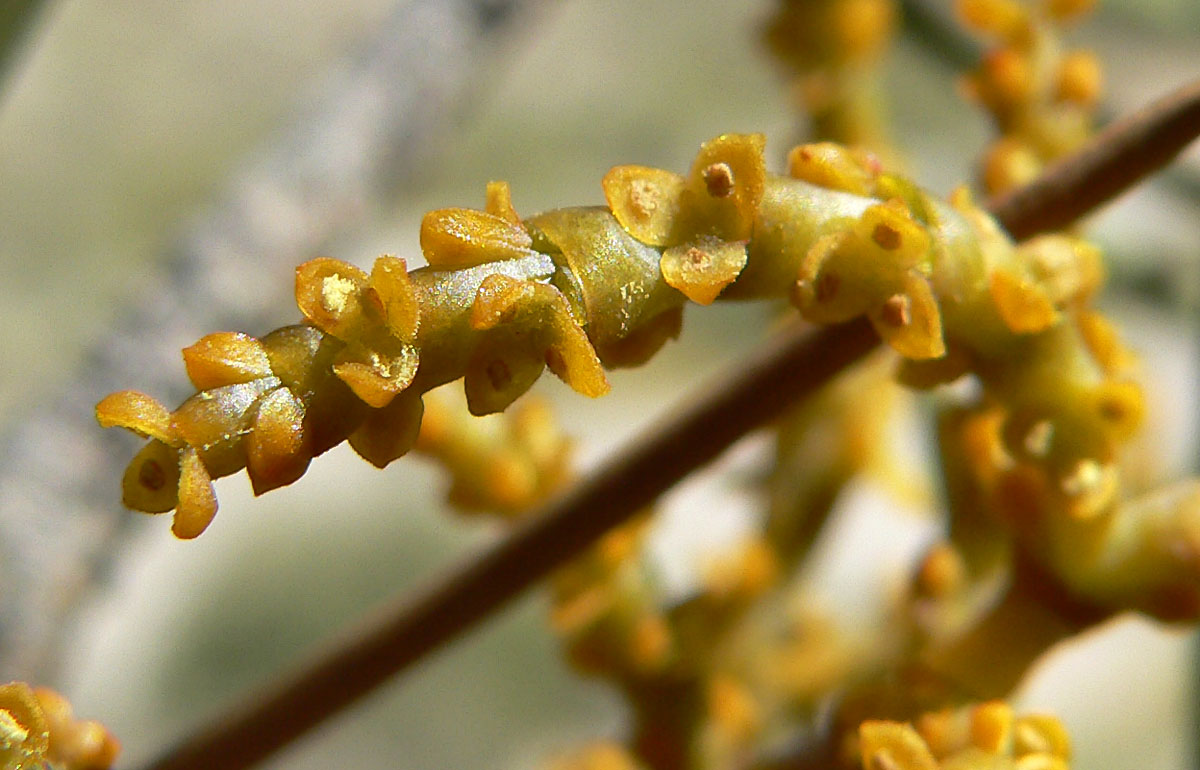
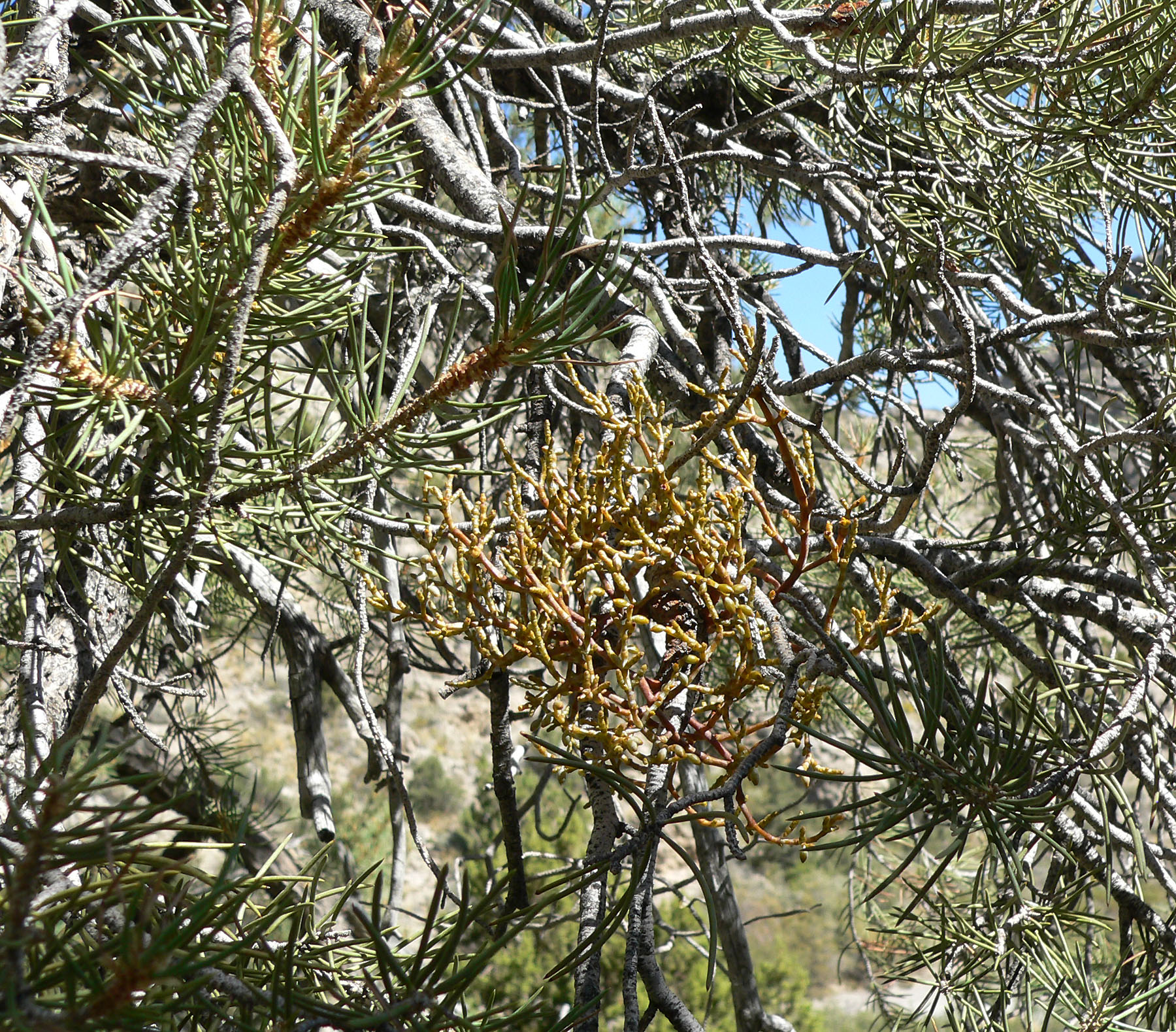